# Paramantis victoriana
Paramantis victoriana es una especie de mantis de la familia Mantidae.

## Distribución geográfica
Se encuentra en Angola, Congo, Camerún, Tanzania Uganda y Ruwenzori.